# Trochodendrales
Trochodendrales is een orde van tweezaadlobbige planten: de naam is gevormd uit de familienaam Trochodendraceae. Een orde onder deze naam wordt zo af en toe erkend door systemen voor plantentaxonomie, maar niet door het APG-systeem (1998) en het APG II-systeem (2003).
Zo'n orde wordt wel erkend op de Angiosperm Phylogeny Website, de website van NCBI [20 februari 2007], APG III (2009) en het APG IV-systeem (2016). Ze heeft dan de volgende samenstelling:
- orde Trochodendrales
  - familie Trochodendraceae

In het het Cronquist systeem (1981), waar de orde geplaatst werd in een onderklasse Hamamelidae, was de samenstelling:
- orde Trochodendrales
  - familie Tetracentraceae
  - familie Trochodendraceae

In beide gevallen gaat het om dezelfde planten.